# Santibáñez del Val
Santibáñez del Val es un municipio español de la provincia de Burgos, en Castilla y León. Cuenta con una población de 43 habitantes (INE 2017).

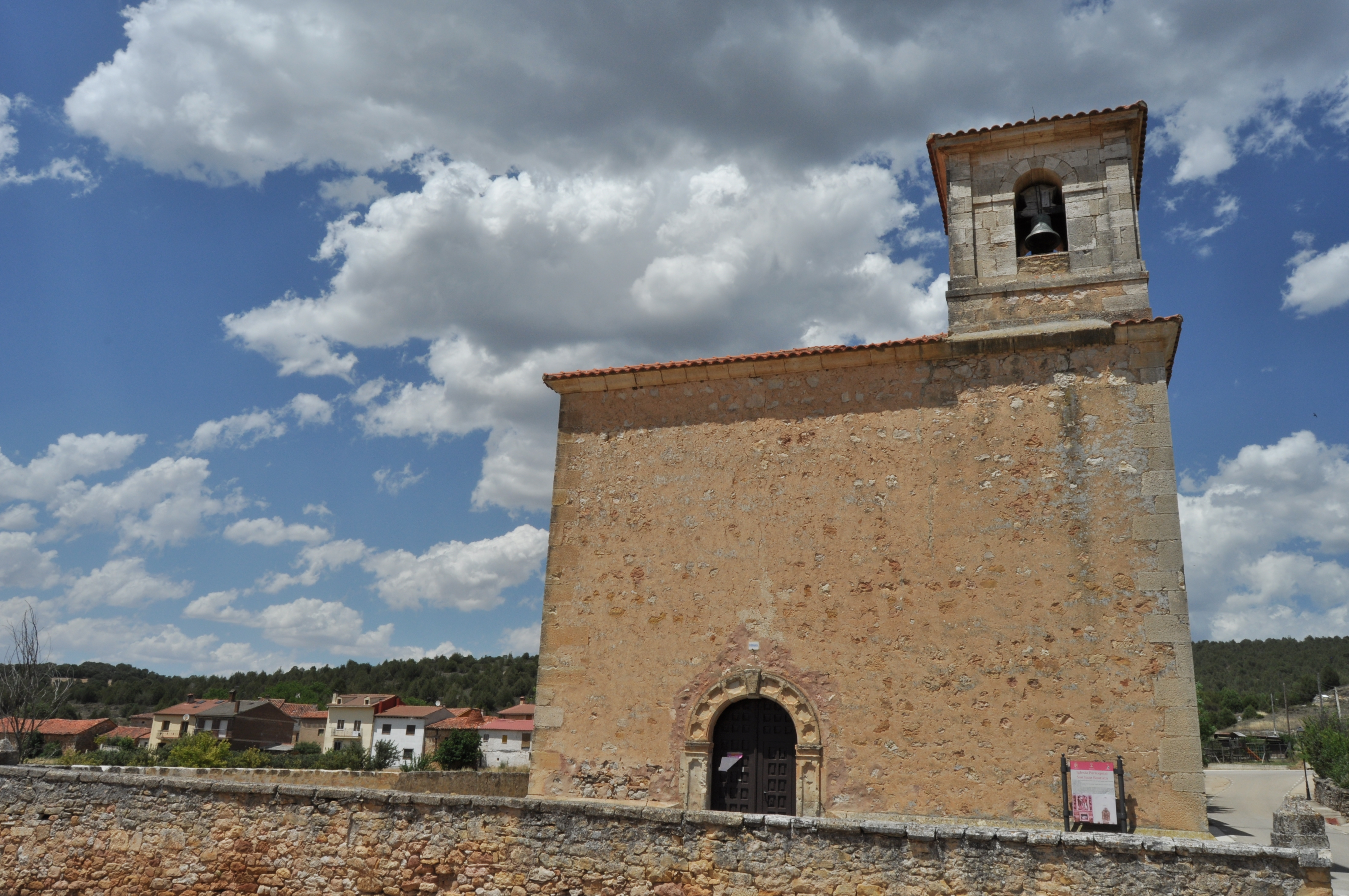
La iglesia del pueblo

## Geografía
Dista 50 km de la capital y en la carretera BU-900, a 5 km de Santo Domingo de Silos, al este y 2 km de Quintanilla del Coco, al oeste. La localidad de se encuentra situada en  la Ruta de la Lana. Además por el extremo nordeste del municipio pasa el Camino del Destierro del Cid Campeador.
Pertenece al partido judicial de Lerma, comarca de Arlanza, en la provincia de Burgos, antigua Castilla la Vieja, hoy día comunidad autónoma de Castilla y León.  En el valle formado por el río Mataviejas, recibe como afluente el arroyo del Hocejo, en el Espacio Natural Sabinares del Arlanza. Forma parte de la Mancomunidad de La Yecla, con sede en Santa María del Mercadillo.
Las fiestas de la localidad se celebran en el mes de agosto, normalmente el tercer fin de semana del mes.

## Demografía
Santibáñez del Val cuenta con una población de 70 habitantes (INE 2024).
| Gráfica de evolución demográfica de Santibáñez del Val entre 1842 y 2021 |
| |
| Población de derecho según los censos de población del INE. Población de hecho según los censos de población del INE.Entre el censo de 1857 y el anterior, crece el término del municipio porque incorpora a Barriosuso. |